# Qatar National Bank Tunisia
La Qatar National Bank Tunisia, anciennement connue sous le nom de Tunisian Qatari Bank (البنك التونسي القطري) ou encore TQB, est une banque commerciale tunisienne.

## Historique
L'établissement bancaire est fondé sous la dénomination de Banque tuniso-qatarie d'investissement, et ce au terme d'une convention signée le 3 mars 1982 entre le Qatar et la Tunisie.
À la suite de la décision des autorités monétaires[Lesquelles ?], la banque devient universelle après accord des deux États actionnaires. La TQB est la première banque à avoir obtenu l'agrément de l'État tunisien pour exercer ses activités en tant qu'établissement de crédit ayant la qualité d'une banque universelle en lieu et place d'une banque d'investissement.
La TQB adopte le 1er avril 2013 une nouvelle dénomination, Qatar National Bank Tunisia, à la suite du rachat par le QNB Group de la quasi-totalité des actions de l’État tunisien.
En 2013, le magazine Bloomberg Markets (en) accorde au QNB Group le titre de World's Strongest Bank sur une liste de 78 banques dans le monde.